# Miolo do boi
O Miolo do Boi é o personagem responsável por dar vida ao boi nas apresentações do Bumba-meu-boi, uma das mais importantes manifestações culturais do Maranhão. Atuando de forma invisível sob a indumentária do boi, o miolo é quem realiza os movimentos e coreografias que encantam o público, sendo essencial para a realização da brincadeira.

## Função e Importância
O miolo, também conhecido como tripa, alma, fato, espírito ou condutor, é o brincante que fica embaixo da estrutura do boi durante toda a apresentação. Sua principal função é movimentar o boi, executando passos bem elaborados e precisos, alternando movimentos rápidos e lentos, conforme os ritmos característicos dos diferentes sotaques do Bumba-meu-boi. Essa atuação exige muita dedicação, fôlego, coragem e resistência física, já que o miolo permanece oculto durante toda a apresentação, sendo reconhecido apenas por seu desempenho e habilidade.
A frase "sem miolo o boi não dança" é comumente utilizada para destacar a importância desse personagem, que, apesar de sua invisibilidade, é fundamental para a realização da brincadeira.

## Encontro de Miolos
Anualmente, em São Luís, é realizado o "Encontro de Miolos", evento que reúne brincantes de Bumba-meu-boi para celebrar e valorizar o trabalho dos miolos. Durante o encontro, os miolos desfilam pelas ruas do Centro Histórico, exibindo a beleza das indumentárias e a habilidade nas coreografias. O evento também conta com exposições de capoeiras (estruturas do boi) e rodas de conversa, promovendo a troca de experiências e o fortalecimento da cultura popular maranhense.

## Personagens Relacionados
Além do miolo, o Bumba-meu-boi conta com outros personagens que enriquecem a narrativa e a apresentação, como:
- Boi: Representado por uma estrutura de madeira coberta com tecido, fitas e miçangas, simboliza o animal central da história.
- Vaqueiro: Personagem que representa o trabalhador rural, responsável por conduzir o boi e interagir com o público.
- Pai Francisco e Mãe Catirina: Casal que protagoniza a história do Bumba-meu-boi, envolvendo o desejo de Catirina de comer a língua do boi e a subsequente morte e ressurreição do animal.
- Amo (Cantador): Líder do grupo, responsável por conduzir o canto das toadas e orientar os brincantes.

## Reconhecimento Cultural
O Bumba-meu-boi, incluindo a figura do miolo, foi reconhecido como Patrimônio Cultural Imaterial do Brasil pelo IPHAN em 2011 e inscrito na Lista Representativa do Patrimônio Cultural Imaterial da Humanidade pela UNESCO em 2019. Esse reconhecimento destaca a importância da manifestação para a identidade cultural do Maranhão e do Brasil.